# Carpobrotus
Carpobrotus es un género de plantas con flores con hojas suculentas y grandes flores.

## Descripción
Son plantas perennes, crasas, sin papilas cristalinas. Tallos postrados, al fin leñosos y desnudos o con restos de hojas secas. Hojas opuestas, sésiles, semiamplexicaules ligeramente adratas en la base, de sección triangular. Flores grandes, solitarias, terminales, con pedúnculo comprimido, bracteolado. Tépalos (4)5. Estaminodios petaloideos numerosos, libres, en 3-4 verticilos, blancos, amarillentos o purpúreos. Estambres numerosos, primero erectos, luego convergentes hacia los estigmas; filamentos hialino-barbados en la parte inferior o solamente en la base. Ovario ínfero, de (6)10-16 carpelos; placentación parietal o a veces parietal y axilar; estigmas sésiles, en disposición radial, subulados, plumosos. Fruto indehiscente, carnoso o pulposo, con (6)10-16 lóculos, frecuentemente comestible. Semillas obovoideas, algo comprimidas, con funículo manifiesto, inmersas en mucílago.

## Reproducción Seminal
Hay unas 25 especies en este género, dispersas por todo el mundo. La mayoría se encuentra en Sudáfrica, aunque existe una especie en Sudamérica y seis en Australia.
Hay especies de crecimiento muy rápido, muchas veces consideradas como especie invasora. En la zona Mediterránea, una variedad de este género (Carpobrotus edulis) introducida inicialmente para jardinería, se ha asilvestrado, ha proliferado bastante y actualmente amenaza la flora autóctona e incluso fauna como el eslizón tridáctilo.

## Taxonomía
El género fue descrito por Nicholas Edward Brown  y publicado en The Gardeners' Chronicle, ser. 3 78: 433. 1925. La especie tipo es: Carpobrotus edulis (L.) N.E. Br. 
Etimología
Su nombre se refiere a que son frutas comestibles. Viene del griego karpos (fruta) y brota (comestible).

## Especies seleccionadas

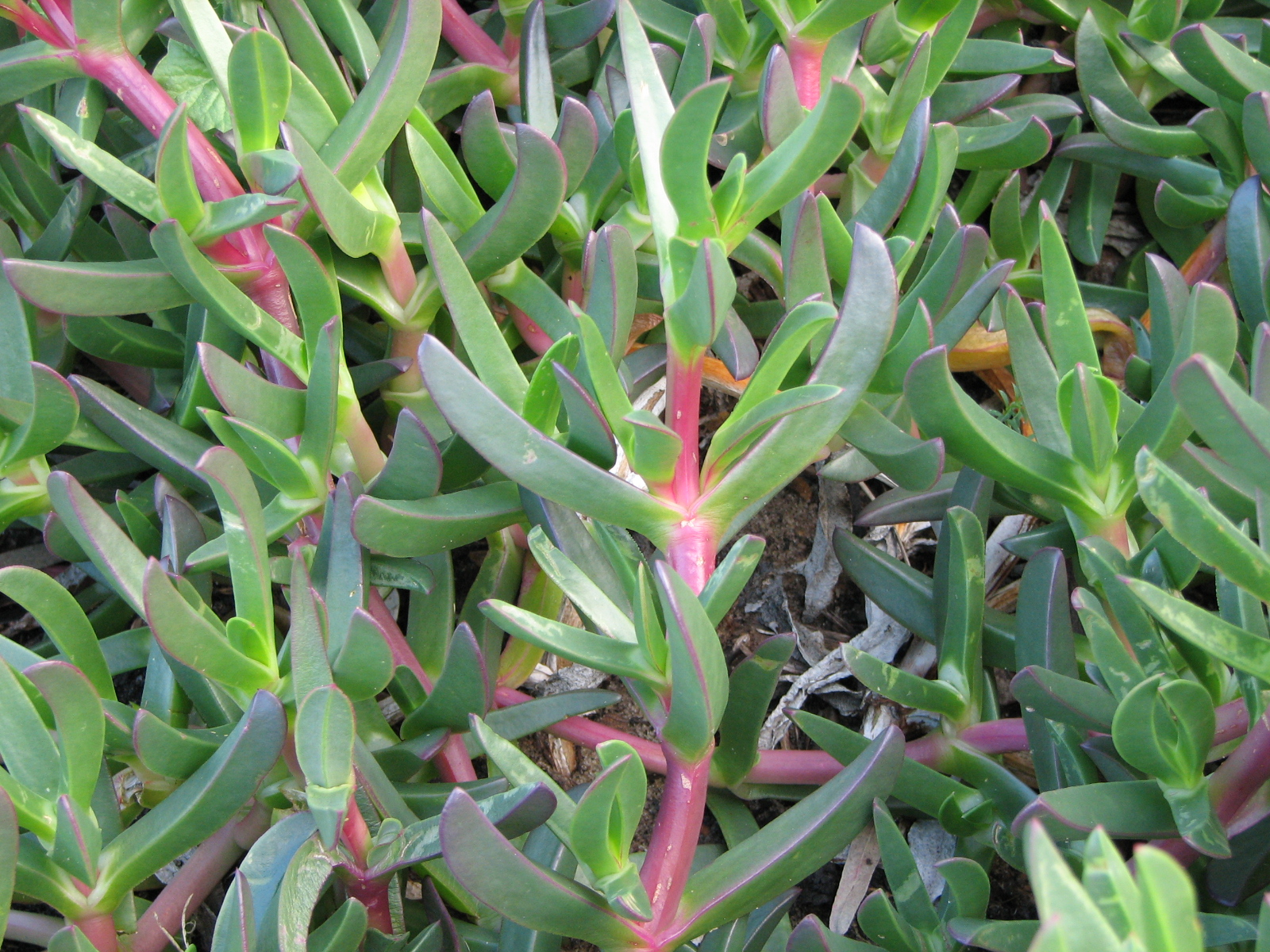
Características hojas de sección triangular (Carpobrotus glausescens).

- Carpobrotus acinaciformis
- Carpobrotus aequilaterus
- Carpobrotus chilensis
- Carpobrotus deliciosus
- Carpobrotus dimidiatus
- Carpobrotus edulis
- Carpobrotus glaucescens

- Carpobrotus mellei
- Carpobrotus muirii
- Carpobrotus quadrifidus
- Carpobrotus rossii
- Carpobrotus virescens